# Hiéroglyphe égyptien C9
Le hiéroglyphe égyptien C9 (Hathor assise) est classifiée dans la section C « Divinités anthropomorphes » de la liste de Gardiner ; ce hiéroglyphe y est noté C9.

## Représentation
Il représente la déesse Hathor sous forme humaine assise et portant le disque solaire à corne.
Il est translittéré Ḥt-Ḥr.

## Utilisation
| O10 | C9 |

| O10 | C9 |

(Hathor, Athyr) ».